# Veikkausliiga 2006
La Veikkausliiga 2006 fu la novantasettesima edizione della massima serie del campionato finlandese di calcio, la diciassettesima come Veikkausliiga. Il campionato, con il formato a girone unico e composto da tredici squadre, venne vinto dal Tampere United. Capocannoniere del torneo fu Hermanni Vuorinen, calciatore dell'Honka, con 16 reti realizzate.

## Stagione

### Novità
Dalla Veikkausliiga 2005 vennero retrocessi il RoPS e il TP-47, mentre dalla Ykkönen vennero promossi l'Honka e il VPS, vincitore dello spareggio contro il RoPS. Nel mese di gennaio 2006 all'Allianssi non venne concessa la licenza di partecipazione al campionato e il numero di squadre partecipanti scese a tredici.

### Formula
Le tredici squadre si affrontavano due volte nel corso del campionato, per un totale di 24 giornate. La prima classificata era decretata campione di Finlandia e veniva ammessa alla UEFA Champions League 2007-2008. La seconda classificata veniva ammessa alla Coppa UEFA 2007-2008. Se la vincitrice della Suomen Cup, ammessa alla Coppa UEFA 2007-2008, si classificava al secondo posto, anche la terza classificata veniva ammessa alla Coppa UEFA. L'ultima classificata veniva retrocessa direttamente in Ykkönen.

## Squadre partecipanti
| Club          | Città        | Stadio                        | Stagione 2005              |
| ------------- | ------------ | ----------------------------- | -------------------------- |
| Haka          | Valkeakoski  | Tehtaan kenttä                | 4º posto in Veikkausliiga  |
| HJK           | Helsinki     | Finnair Stadium               | 2º posto in Veikkausliiga  |
| Honka         | Espoo        | Tapiolan Urheilupuisto        | 1º posto in Ykkönen        |
| IFK Mariehamn | Mariehamn    | Wiklöf Holding Arena          | 12º posto in Veikkausliiga |
| Inter Turku   | Turku        | Kupittaa                      | 5º posto in Veikkausliiga  |
| Jaro          | Jakobstad    | Jakobstads centralplan        | 11º posto in Veikkausliiga |
| KooTeePee     | Kotka        | Arto Tolsa Areena             | 8º posto in Veikkausliiga  |
| KuPS          | Kuopio       | Magnum Areena                 | 10º posto in Veikkausliiga |
| Lahti         | Lahti        | Lahden Stadion                | 6º posto in Veikkausliiga  |
| MyPa          | Anjalankoski | Saviniemi                     | Campione di Finlandia      |
| Tampere Utd   | Tampere      | Tammela                       | 3º posto in Veikkausliiga  |
| TPS           | Turku        | Kupittaa                      | 9º posto in Veikkausliiga  |
| VPS           | Vaasa        | Hietalahden jalkapallostadion | 2º posto in Ykkönen        |

## Classifica finale
|  | Pos. | Squadra       | Pt | G  | V  | N | P  | GF | GS | DR  |
|  | ---- | ------------- | -- | -- | -- | - | -- | -- | -- | --- |
|  | 1.   | Tampere Utd   | 51 | 24 | 16 | 3 | 5  | 39 | 18 | +21 |
|  | 2.   | HJK           | 45 | 24 | 13 | 6 | 5  | 45 | 18 | +27 |
|  | 3.   | Haka          | 44 | 24 | 13 | 5 | 6  | 37 | 24 | +13 |
|  | 4.   | Honka         | 42 | 24 | 13 | 3 | 8  | 50 | 32 | +18 |
|  | 5.   | IFK Mariehamn | 37 | 24 | 10 | 7 | 7  | 31 | 22 | +9  |
|  | 6.   | MyPa          | 34 | 24 | 10 | 4 | 10 | 25 | 26 | -1  |
|  | 7.   | TPS           | 31 | 24 | 9  | 4 | 11 | 35 | 38 | -3  |
|  | 8.   | Lahti         | 31 | 24 | 9  | 4 | 11 | 26 | 34 | -8  |
|  | 9.   | VPS           | 29 | 24 | 8  | 5 | 11 | 26 | 36 | -10 |
|  | 10.  | Inter Turku   | 28 | 24 | 7  | 7 | 10 | 25 | 35 | -10 |
|  | 11.  | KooTeePee     | 27 | 24 | 8  | 3 | 13 | 26 | 44 | -18 |
|  | 12.  | Jaro          | 19 | 24 | 4  | 7 | 13 | 27 | 42 | -15 |
|  | 13.  | KuPS          | 19 | 24 | 5  | 4 | 15 | 18 | 41 | -23 |

Legenda:
      Campione di Finlandia e ammessa alla UEFA Champions League 2007-2008
      Ammesse in Coppa UEFA 2007-2008
      Ammesse in Coppa Intertoto 2007
      Retrocesse in Ykkönen
Note:
Tre punti a vittoria, uno a pareggio, zero a sconfitta.

## Statistiche

### Classifica marcatori
| Gol |  |  | Giocatore         | Squadra        |
| --- |  |  | ----------------- | -------------- |
| 16  |  |  | Hermanni Vuorinen | Honka          |
| 13  |  |  | Rafael            | Lahti          |
| 12  |  |  | Farid Ghazi       | HJK            |
| 11  |  |  | Ville Lehtinen    | Tampere United |
| 11  |  |  | Mikko Paatelainen | Jaro           |
| 11  |  |  | Antti Pohja       | HJK            |